# نفروپاتی هیپراوریسمیک نوجوانی فامیلی
نفروپاتی هیپراوریسمیک نوجوانی فامیلی (به انگلیسی: Familial juvenile hyperuricaemic nephropathy) نوعی بیماری کلیوی با الگوی وراثت اتوزوم غالب است.

## علائم بالینی
- زمان تولد، دوران نوزادی، شیرخوارگی و کودکی: طبیعی.

۸دوره نوجوانی: معمولاً علائم آن از زمان بلوغ شروع می‌شود و شامل نقرس و نارسایی کلیوی زودرس می‌باشد.

## نقص بیوشیمی
احتمالا نقص در انتقال کلیوی.

## توارث ژنتیکی
اتوزوم مغلوب.

## میزان بروز
نادر.

## روش تشخیص
- پلاسما: افزایش اسید اوریک.
- ادرار: کاهش اسید اوریک.
- سابقه فامیلی مثبت.

## درمان
نامعلوم.

## آزمون تشخیص قبل از تولد
ندارد.